# Exil de Gojong à la légation russe

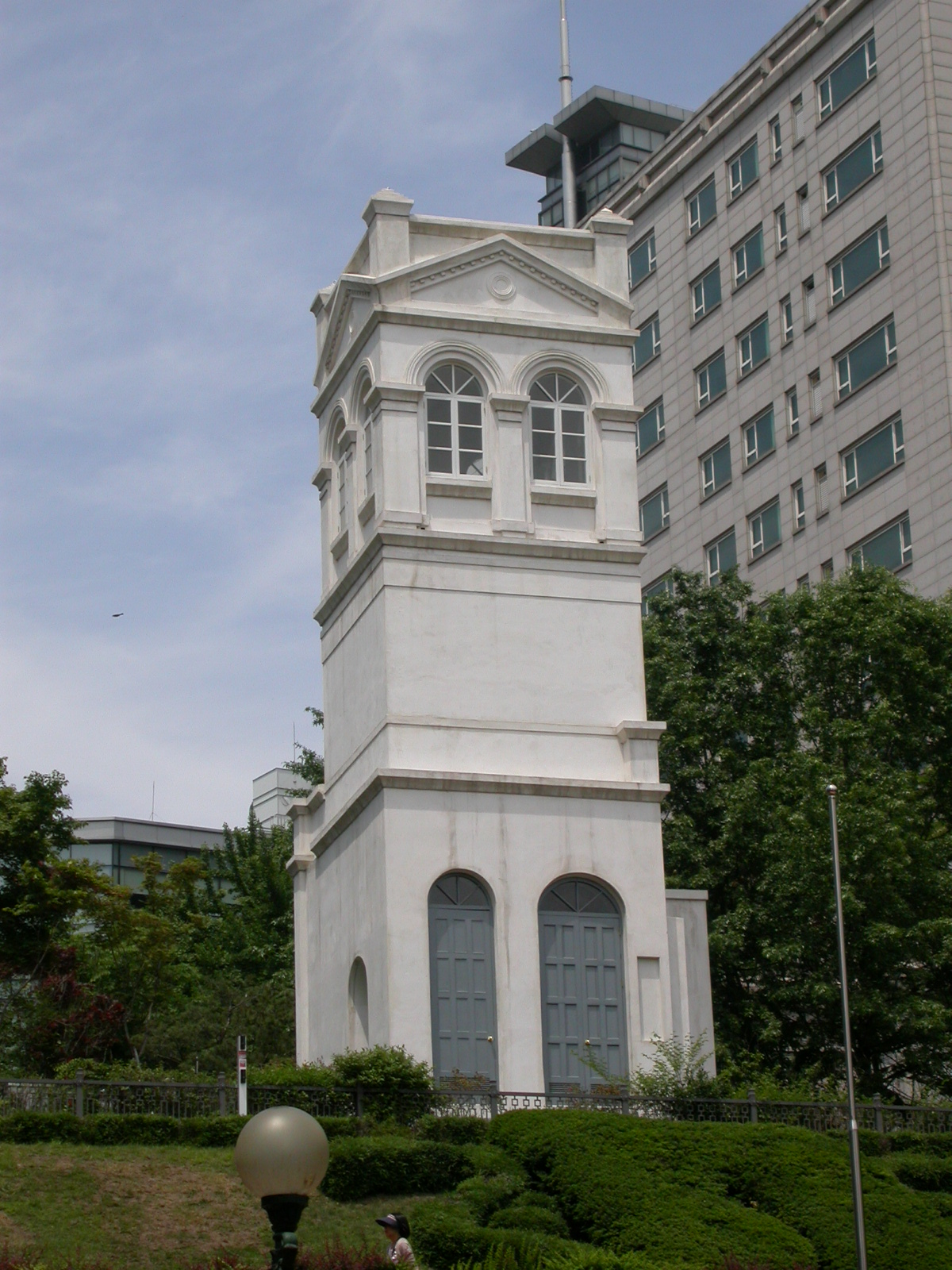
Vestige de la légation russe à Séoul.

L'exil de Gojong à la légation russe, aussi appelé incident Agwan Pacheon (아관파천), a lieu du 11 février 1896 au 20 février 1897 lorsque le roi de Corée Gojong et son prince héritier s'échappent du palais de Gyeongbok où ils étaient retenus prisonniers par les Japonais depuis l'assassinat de la reine Min, pour se réfugier à la légation russe à Hanseong. L'évènement provoque un déclin temporaire de l'influence du Japon en Corée et une montée équivalente de celle de la Russie.

## Contexte
L'incident se produit après la première guerre sino-japonaise, pendant une période d'affrontement entre factions au sein de la cour royale coréenne. Le roi Gojong de la dynastie Joseon et son prince héritier quittent le  palais de Gyeongbok pour trouver refuge à la légation russe, d'où ils contrôlent le gouvernement coréen pendant environ un an, du 11 février 1896 au 20 février 1897. Leur évasion a lieu en secret et est organisée par le responsable pro-russe Yi Bum-jin, le consul russe Karl Ivanovitch Weber et d'autres.

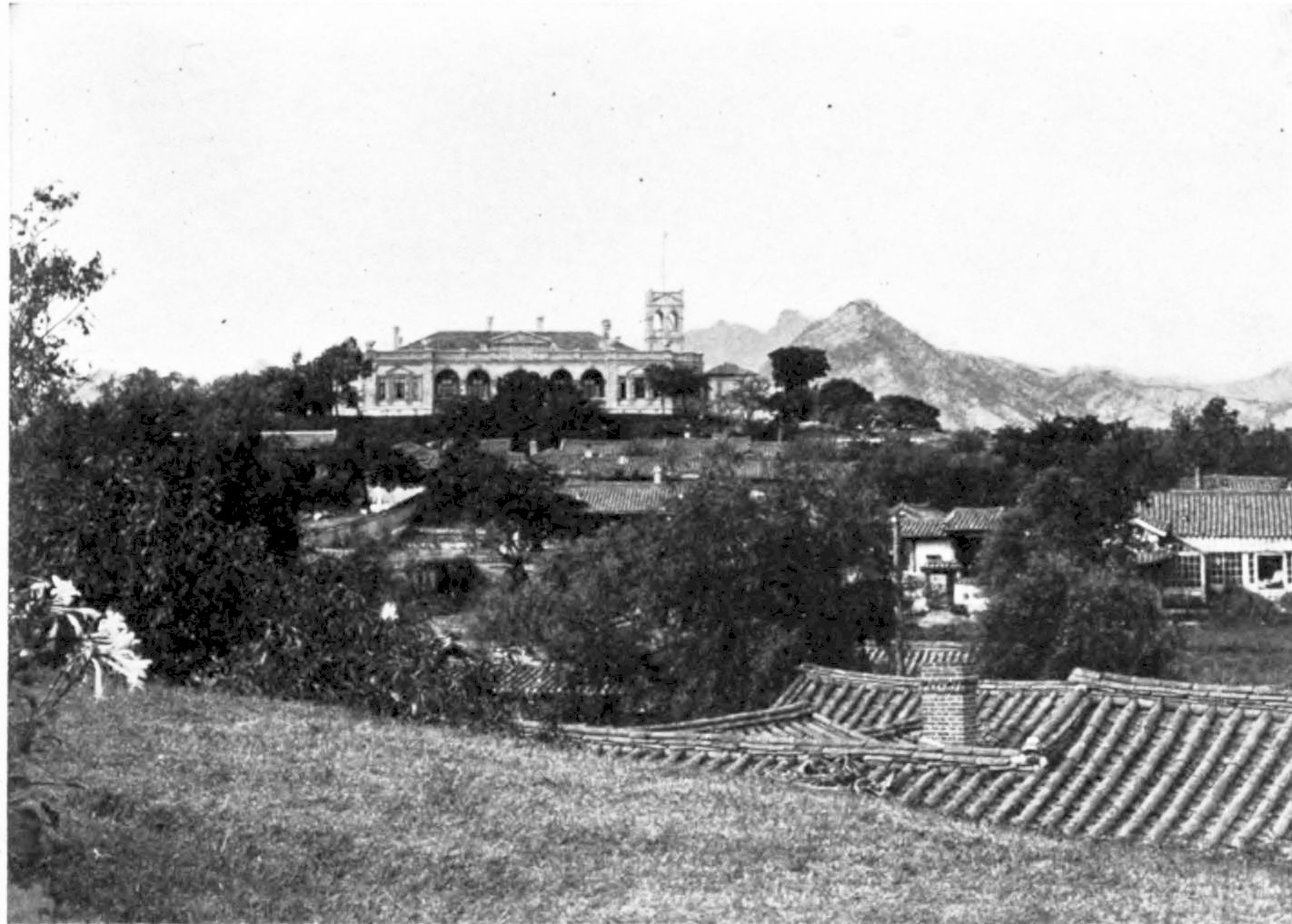
La légation russe vers 1900. Elle se situe une colline à proximité du palais de Gyeongbokgung (nord), où le roi est retenu prisonnier immédiatement après l'assassinat de sa femme.

L'événement, qui est déclenché en partie par la crainte du roi d'un coup d'État et sa réaction au meurtre de sa femme la reine Min par les Japonais, marque un changement dans la politique de Joseon, s'éloignant de la faction réformatrice pro-japonaise et se rapprochant de la faction conservatrice qui s'était alignée sur la reine Min (qui reçoit à titre posthume le nom d'« impératrice Myeongseong »). Cela conduit à l'abrogation générale des réformes Gabo.
Des membres de l'ancien cabinet sont tués ou contraints de fuir, notamment Kim Hong-jip, Eo Yun-jung, et Yu Kil-chun. Des personnalités pro-russes et pro-américaines arrivent au pouvoir, dont Yi Beom-jin et Yi Wan-Yong qui intègrent le nouveau cabinet. Des concessions commerciales et d'exploitation de ressources sont accordées à la Russie et, dans une moindre mesure, à d'autres puissances occidentales, dont les États-Unis. Le Japon reste cependant le partenaire commercial le plus important de la Corée.
Cette décision et les concessions associées sont accueillies avec une indignation généralisée en Corée, dirigée par le Club de l'indépendance. Cette réaction incite finalement le roi à retourner à Deoksugung après un peu plus d'un an passé à la légation de Russie. Les gardes russes continueront cependant à assurer la protection du roi à son retour au palais. Cela contribue peut-être à l'instauration de l'empire coréen plus tard en 1897, affirmant l'indépendance de la Corée. Ironiquement, cette augmentation de l'influence russe conduira à la fin de l'indépendance coréenne. Après la guerre russo-japonaise de 1904-1905, le Japon juge que la Corée est trop faible pour défendre son indépendance et la transforme en protectorat pour empêcher toute autre puissance étrangère de la dominer.